# Église Saint-Matthieu de Laguiole
Pour les articles homonymes, voir Église Saint-Matthieu.
L'église Saint-Matthieu de Laguiole est une église située à Laguiole, en France.

## Localisation
L'église est située sur la commune de Laguiole, dans le département français de l'Aveyron.

## Historique
L'édifice est inscrit au titre des monuments historiques en 1927.